# Вовкун, Василий Владимирович
Василий Владимирович Вовкун (укр. Василь Володимирович Вовкун), род. 16 июня 1957 года, с. Мацошин, Жолковский район, Львовская область, УССР, СССР) — украинский режиссёр, сценарист, культуролог. Министр культуры и туризма Украины (2007—2010). Народный артист Украины (2007).

## Образование
В 1981 году окончил Киевский государственный университет театра, кино и телевидения имени И. К. Карпенко-Карого по специальности актёр театра и кино (класс В. И. Зимней).

## Трудовая деятельность
1976—1977 гг. — актёр Винницкого украинского музыкального драматического театра им. Садовского. 1981—1988 гг. — актёр Черновицкого украинского музыкального драматического театра им. О. Кобылянской. 1989—1994 гг. — актёр Киевского украинского театра-студии «Будьмо!».
1994—2003 гг. — режиссёр-постановщик Украинского государственного центра культурных инициатив. 2003—2005 гг. — художественный руководитель государственного предприятия «Україна мистецька». 2005—2007 гг. — художественный руководитель государственного предприятия "Государственное концертное агентство «Украина».
18 декабря 2007-го, вскоре после формирования парламентской коалиции в составе БЮТ и блока «Наша Украина — Народная самооборона», Вовкун назначен на должность министра культуры и туризма Украины в правительстве Юлии Тимошенко (по квоте НУНС). Сменил на посту Юрия Богуцкого, работавшего в Кабмине Виктора Януковича по квоте Партии регионов. Потерял пост в связи с отставкой Кабмина после победы на президентских выборах Януковича.

## Критика
В январе 2009 года Дмитрий Табачник обратился в Генеральную прокуратуру Украины с требованием возбудить уголовное дело относительно разжигания межнациональной вражды министром культуры Украины Василием Вовкуном, назвавшим на заседании правительства (обращаясь к городскому голове Харькова Михаилу Добкину, читавшему доклад по-русски) русский язык «собачьим языком».

## Личная жизнь
Женат. Жена — Лидия Вовкун, заслуженная артистка Украины. Работает в Киевском академическом Молодом театре.
Сын — Святослав, окончил Институт международных отношений Киевского национального университета имени Шевченко. У него уже есть своя семья. Сын занимается протоколом в Секретариате президента. Невестка — биолог по образованию.
Увлекается коллекционированием украинской одежды, наивной живописи, керамики.

## Награды
- Награждён орденом «За заслуги» II (2017)[3] и III степеней (2005)[4].
- Народный артист Украины (2007)[5].
- Заслуженный деятель искусств Украины (1998)[6].
- Национальная премия Украины имени Тараса Шевченко (2025)[7].